# Trần Thị Thúy Nga
Trần Thị Thúy Nga (* 28. Dezember 1991 in Hà Nam) ist eine vietnamesische Fußballspielerin.

## Karriere

### Vereine
Auf Klubebene ist sie seit 2013 Teil von TNG Thái Nguyên WFC.

### Nationalmannschaft
Erste Einsätze für die vietnamesische A-Nationalmannschaft sammelte sie ab dem Jahr 2023. Hier erhielt sie mehrere Einsätze bei Freundschaftsspielen.
Am 2. Juli 2023 wurde sie für den finalen Kader bei der Weltmeisterschaft 2023 nominiert.